# Déclaration d'indépendance des Philippines

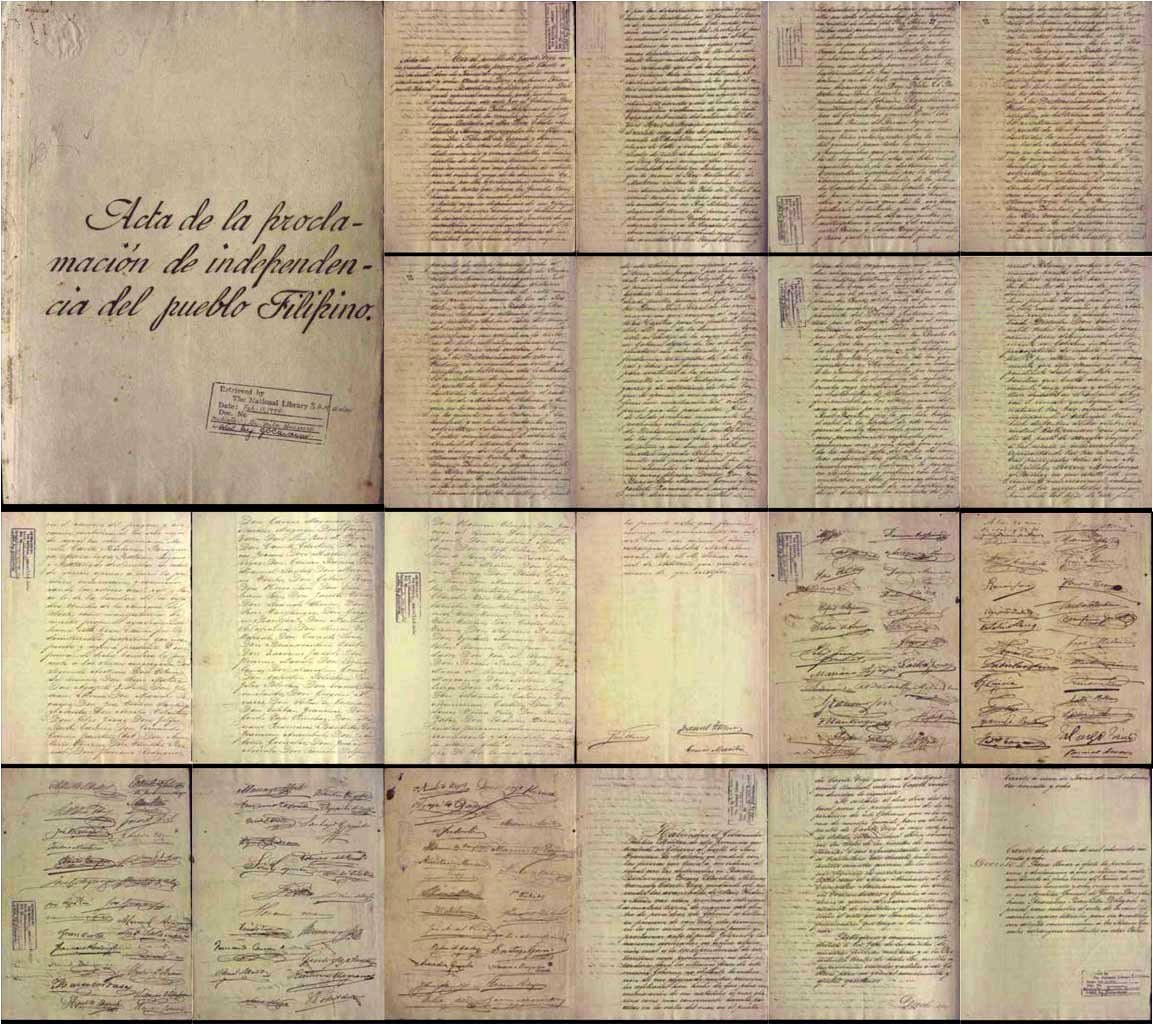
Acte d’indépendance des Philippines, conservé à la bibliothèque nationale.

La déclaration d’indépendance des Philippines a été proclamée le 12 juin 1898 par Emilio Aguinaldo à Cavite El Viejo (de nos jours Kawit) dans la province de Cavite. L’acte d’indépendance écrit en espagnol a été ratifié le 29 septembre 1898 par le congrès de Malolos (en). Elle ouvre la voie à l’instauration de la Première République des Philippines après près de trois siècles de colonisation espagnole. Toutefois, cette première période d’indépendance ne dure que peu de temps, les États-Unis conquérant et colonisant l’archipel à partir de 1901.
Le 12 juin est de nos jours la fête nationale des Philippines.

## Contexte
La révolution philippine, qui a éclaté en août 1896 à l’initiative du Katipunan, prend un tour définitivement favorable pour les insurgés après l’entrée en guerre des États-Unis contre l’Espagne en avril 1898. Les révolutionnaires, dont Emilio Aguinaldo est alors le meneur, conquièrent en mai toute la province de Cavite et la révolte s’étend ailleurs à Luzon,.

## Déclaration d’indépendance

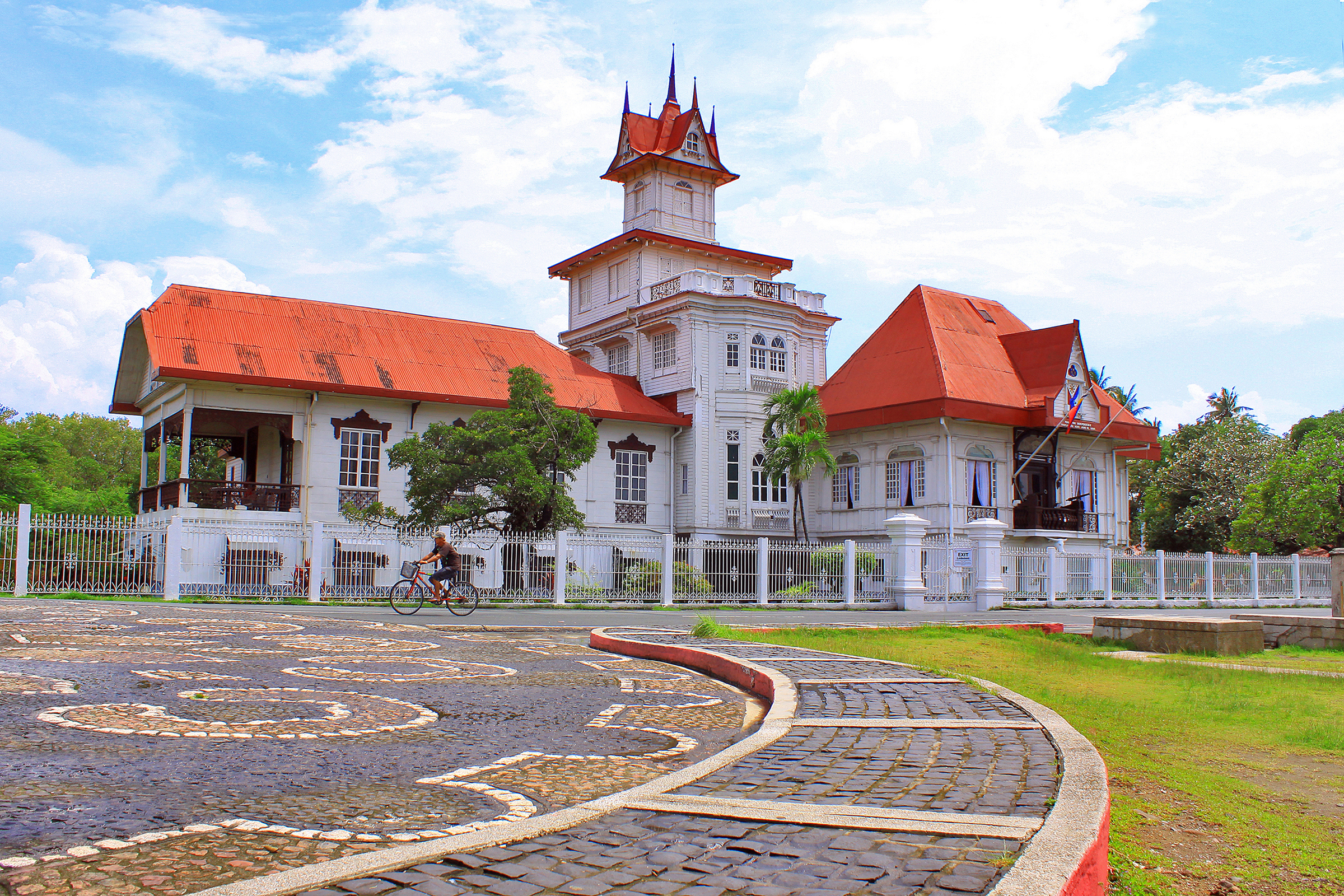
Maison d’Aguinaldo où l’indépendance fut proclamée.

Aguinaldo forme dès le 24 mai les prémices d’un gouvernement révolutionnaire et décide le 5 juin de déclarer l’indépendance. Son conseiller et ami, Apolinario Mabini, y est opposé, préférant prendre le temps de constituer un gouvernement et un État effectif afin d’obtenir la plus large reconnaissance possible de la part des autres États. Aguinaldo cependant souhaite souder et mobiliser le peuple philippin, d’où cette déclaration rapide. Il possède déjà un drapeau pour le pays, confectionné selon ses directives par Marcela Agoncillo, et fait composer à Julián Felipe (en) un hymne national dans les jours précédant le 12 juin.
Le 12 juin à 16 heures, Aguinaldo proclame l’indépendance depuis le balcon de sa maison de Cavite El Viejo devant une large foule,. Le drapeau et l’hymne national sont présentés aux personnes présentes. Puis Ambrosio Rianzares Bautista lit l’acte d’indépendance qu’il a rédigé.

## Acte d’indépendance
L’Acta de la proclamacion de independencia del pueblo Filipino, écrit par Bautista en s’inspirant notamment de la déclaration américaine, est signé par 98 personnes. Le document original est de nos jours entreposé à la Bibliothèque nationale des Philippines (en).

## Conséquences

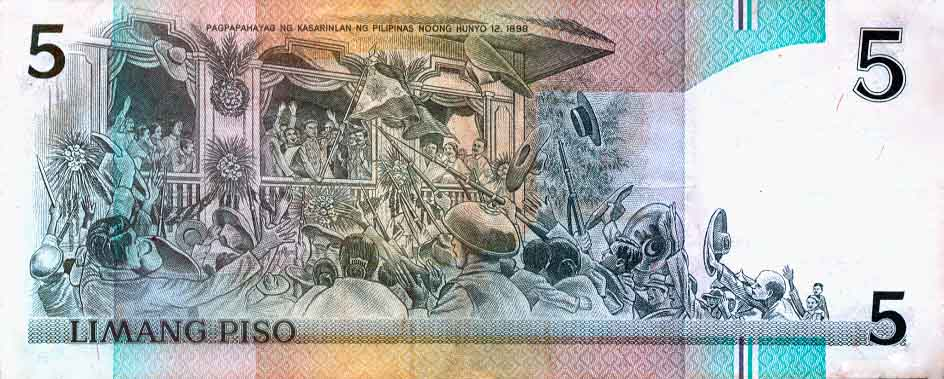
Commémoration de la déclaration sur le billet de banque philippin de cinq pesos.

Avec la déclaration d’indépendance, la période de colonisation espagnole est sur le point de prendre fin. Organisé en assemblée constituante, le congrès de Malolos ratifie la déclaration le 29 septembre et proclame la Première République le 22 janvier 1899. Toutefois, l’acte d’indépendance stipule initialement la mise en place d’une dictature et confère de forts pouvoirs à Aguinaldo, sur les conseils de Bautista. Aguinaldo met dès le 23 juin 1898 fin au gouvernement dictatorial en instaurant un gouvernement révolutionnaire conçu par Mabini qui est composé de plusieurs ministères et d’un congrès. Il convoque de plus une assemblée constituante (le congrès de Malolos) en septembre 1898 afin de doter le pays d’institutions républicaines et démocratiques. Cette éphémère « dictature » servit néanmoins le camp pro-colonisation aux États-Unis pour attaquer Aguinaldo et son gouvernement
Sur un plan personnel, en mettant les autres groupes d’insurgés devant le fait accompli, Aguinaldo s’impose comme le chef incontestable de la révolution.
Aucun État ne reconnaît l’indépendance et la Première République. Au contraire, l’Espagne cède sa colonie aux États-Unis par le traité de Paris. Les Américains s’assurent le contrôle de l’archipel par une guerre brutale où ils engagent plus de cent mille soldats. Ainsi, cette première période d’indépendance ne dure que de 1898 à 1901.

## Deux jours de l’indépendance
La déclaration du 12 juin 1898 ne doit pas être confondu avec l’indépendance du 4 juillet 1946 qui marque la fin de la colonisation américaine. L’existence de ces deux jours de l’indépendance a créé des débats pour le choix de la fête nationale ; en vertu de l’acte républicain 4166 signée en 1964, c’est finalement la commémoration du 12 juin 1898, la première des deux indépendances, qui a été retenue comme Jour de l’indépendance,.